# Zeit (singolo Rammstein)
Zeit è un singolo del gruppo musicale tedesco Rammstein, pubblicato il 10 marzo 2022 come primo estratto dall'album omonimo.

## Descrizione
Il brano rappresenta il primo inedito del sestetto a distanza di tre anni dall'uscita del loro album omonimo e contrariamente a quest'ultimo presenta sonorità più soft e meno ispirate all'industrial metal, con la critica musicale che l'ha accostato al singolo Sonne del 2001.

## Video musicale
Il video, reso disponibile in concomitanza con il lancio del singolo, è stato diretto da Robert Gwisdek e ruota attorno alle figure del tempo, passando attraverso i momenti della vita, dalla nascita fino alla morte, pronta ad attendere i protagonisti; vengono infatti mostrate varie scene (tutte al contrario) che vedono il gruppo annegare in mare, una misteriosa figura nera avvicinarsi a dei soldati feriti che si trasformano in bambini che giocano alla guerra, fino agli stessi Rammstein intenti ad aiutare delle donne a partorire, circondati dalle sabbie del tempo.

## Tracce
Testi e musiche dei Rammstein.
1. Zeit – 5:21
2. Zeit (RMX by Ólafur Arnalds) – 3:54
3. Zeit (RMX by Robot Koch) – 4:43

## Formazione
Gruppo
- Christoph Doom Schneider – batteria
- Oliver Riedel – basso
- Doktor Christian Lorenz – tastiera
- Paul Landers – chitarra
- Richard Z. Kruspe – chitarra
- Till Lindemann – voce

Altri musicisti
- Sven Helbig – arrangiamento del coro
- Konzertchoir Dresden – coro
- Friedemann Schulz – direzione del coro
- Constantin Krieg – sintetizzatore e programmazione aggiuntivi
- J. J. Duvêt – cori

Produzione
- Olsen Involtini – produzione, registrazione, missaggio
- Rammstein – produzione
- Florian Ammon – montaggio Pro Tools e Logic, ingegneria del suono, produzione aggiuntiva
- Daniel Cayotte – assistenza tecnica
- Sky Van Hoff – registrazione, montaggio e produzione aggiuntiva parti di chitarra
- Jens Dressen – mastering
- Martin Fischer – registrazione coro

## Classifiche

### Classifiche settimanali
| Classifica (2022)       | Posizione massima |
| ----------------------- | ----------------- |
| Austria                 | 6                 |
| Finlandia               | 17                |
| Germania                | 1                 |
| Lussemburgo             | 24                |
| Paesi Bassi             | 96                |
| Repubblica Ceca         | 48                |
| Stati Uniti (hard rock) | 21                |
| Svezia                  | 80                |
| Svizzera                | 2                 |

### Classifiche di fine anno
| Classifica (2022) | Posizione |
| ----------------- | --------- |
| Germania          | 85        |